# Петухов, Филарет Богомолович
Филарет Богомолович Петухов (1921—1987) — чабан совхоза «Байтогский» Эхирит-Булагатского района Иркутской области, Герой Социалистического Труда (1966).

## Биография
Родился в 1921 году в селе Гаханы (ныне Эхирит-Булагатского района УОБО Иркутской области). После окончания семилетней школы в 1935 году начал работать в совхозе «Байтогский» чабаном. Вступил в КПСС.
Участник Великой Отечественной войны.
Указом Президиума Верховного Совета СССР от 22 марта 1966 года «за достигнутые успехи в развитии животноводства, увеличении производства и заготовок мяса, молока, яиц, шерсти и другой продукции» удостоен звания Героя Социалистического Труда с вручением ордена Ленина и золотой медали «Серп и Молот»
.